# Polygonum libani
Polygonum libani är en slideväxtart som beskrevs av Pierre Edmond Boissier. Polygonum libani ingår i släktet trampörter, och familjen slideväxter. Inga underarter finns listade i Catalogue of Life.